# Athos Cozzi
Pour les articles homonymes, voir Cozzi.
Athos Cozzi (né le 6 novembre 1909 à Trieste et mort le 19 février 1989  à Barcelone) est un dessinateur italien de bande dessinée.

## Biographie
Dessinateur réaliste, Athos Cozzi commence sa carrière en travaillant pour la revue Il Vittorioso publiée par les autorités vaticanes. En 1939, en pleine guerre civile espagnole, il emménage à San Sebastián et dessine au Pelayos, magazine pour enfant, d'obédience carliste, qui fusionne peu après avec la revue phalangiste Flecha. Il y illustre notamment les histoires du scénariste José María Canellas Casals, qui signe souvent ses textes sous le pseudonyme d'Augusto Benjamín. Dans les années 1940, toujours en Espagne, il travaille pour la revue S, spécialisée dans le western, puis pour le journal Leyendas Infantiles dans lequel il anime des aventures de Dick Fulmine (Alain-la-foudre en France), personnage créé par le scénariste et dessinateur italien Carlo Cossio, et aussi pour le journal Chicos. Dans les années 1950, il s'installe à Buenos Aires et collabore avec de très nombreux journaux argentins et notamment Patoruzito, pour lequel il reprend avec De la Torre au scénario, la série Tucho, de canillita a campeón créée par Freixas et Guillermo Ganguillet. En 1966, il rentre à Milan, travaille pour d'innombrables fumetti, souvent destinés à un public adulte (Messalina, Al Capone, Bonnie...) et fait la rencontre d'Alberto Giolitti qui a fondé un studio à Rome, qui devient son agent artistique et fait publier ses histoires au Royaume-Uni et en Allemagne. En 1973, il repart pour Buenos Aires tout en poursuivant sa collaboration avec les magazines italiens puis au début des années 1980, il revient à Rome et dessine des histoires pour les revues Skorpio et Lanciostory. Par ailleurs, parallèlement à son activité de dessinateur de bande dessinée, Athos Cozzi illustre de nombreux classiques de la littérature mondiale ainsi que des contes et des récits pour des éditions destinées à la jeunesse. En 1986, il s'installe définitivement à Barcelone jusqu'à sa mort.